# Banvou
Banvou település Franciaországban, Orne megyében. Lakosainak száma 630 fő (2022. január 1.). Banvou Le Châtellier, Dompierre, La Ferrière-aux-Étangs, Saint-André-de-Messei és Saint-Bômer-les-Forges községekkel határos.

## Népesség
A település népességének változása:
| Lakosok száma | 657  | 633  | 635  | 615  | 606  | 600  | 610  | 620  | 630  |
|               | 2013 | 2015 | 2016 | 2017 | 2018 | 2019 | 2020 | 2021 | 2022 |